# Neotheronia laticeps
Neotheronia laticeps là một loài tò vò trong họ Ichneumonidae.